# اسلام آوردن آلبانیایی‌ها
اسلام آوردن آلبانیایی‌ها یا اسلامی‌سازی آلبانی در نتیجه فتح آلبانی توسط عثمانی‌ها در اواخر قرن ۱۴ میلادی اتفاق افتاد. عثمانی‌ها از طریق دولت و ارتش خود و از طریق سیاست‌های مختلف و مشوق‌های مالیاتی، شبکه‌های تجاری و پیوندهای مذهبی فراملی، اسلام را به آلبانی آوردند. در چند قرن اول حکومت عثمانی، گسترش اسلام در آلبانی آهسته بود و عمدتاً در طی قرون هفدهم و هجدهم شدت گرفت، که علت آن بخشی از ادغام بیشتر جامعه و نظامی عثمانی، عوامل سیاسی-جغرافیایی و فروپاشی ساختارهای کلیسا بود. این یکی از مهمترین تحولات در تاریخ آلبانی بود زیرا آلبانیایی‌ها در آلبانی از یک جمعیت مسیحی (کاتولیک و ارتدکس)، به جمعیتی عمدتاً مسلمان سنی تبدیل شدند؛ البته این در حالی بود که اقلیت‌های مسیحی آلبانیایی قومی را در مناطق خاصی حفظ کردند. وضعیت حاصل از آن که در آن اسلام سنی دارای بیشترین پیرو در منطقه قومی-زبانی آلبانی بود اما سایر ادیان نیز در یک وصله منطقه‌ای حضور داشتند. تأثیر عمده‌ای در شکل‌گیری توسعه سیاسی آلبانی در اواخر دوره عثمانی داشت. صرف‌نظر از تغییرات مذهبی، گرایش به اسلام تحولات اجتماعی و فرهنگی دیگری نیز ایجاد کرد که فرهنگ آلبانی و آلبانیایی‌ها را شکل داده و بر آنها تأثیر گذاشته‌است.